# LibreCAD
LibreCAD ist ein Open-Source-Programm für zweidimensionale CAD-Zeichnungen. Es wird als freie Software unter der GPL vertrieben und ist zurzeit für Windows, macOS und Linux verfügbar.
LibreCAD ist ein Fork der CAD-Software QCad.

## Funktionsumfang
Als Dateiformate verwendet LibreCAD DXF, DWG (nur lesen), LFF, CXF und JWW. Ein Export von erstellten Zeichnungen ist in JPG, PNG, PPM, SVG, TIF, BMP, XBM und XPM möglich. Das Programm ist in über 20 Sprachen verfügbar, unter anderem in Deutsch, Englisch, Spanisch, Französisch, Italienisch, Russisch, Türkisch und Japanisch.
Als Maßeinheiten können unter anderem die des metrischen, des angloamerikanischen Maßsystems als auch verschiedene astronomische Einheiten verwendet werden.

### DWG-Format
Ab der Version 2.0.8 unterstützt LibreCAD auch das DWG-Format von AutoCAD. Da aus lizenzrechtlichen Gründen LibreCAD (unter GPL v2) die freie Bibliothek "LibreDWG" (unter GPL v3) nicht verwenden konnte, hat LibreCAD nun eine eigene Implementierung, um DWG-Dateien einzulesen. Das Schreiben dieses Formats wird von dieser Implementierung nicht unterstützt, Änderungen müssen deshalb im DXF-Format gespeichert werden.

## Versionen
Am 30. Dezember 2013 wurde die erste Release-Version 2.0.0 von LibreCAD 2.0 veröffentlicht. Fehlerkorrekturen und neue Funktionen führen in unregelmäßigen Abständen zur Veröffentlichung neuer Release-2.0.x-Versionen.